# NGC 185
NGC 185 — карликовая эллиптическая галактика в созвездии Кассиопея, находящаяся на расстоянии более 2 миллионов световых лет.
NGC 185, как и NGC 147, является членом Местной группы и спутником Туманности Андромеды (M31). Открыта 30 ноября 1787 года английским астрономом Уильямом Гершелем.
В отличие от большинства карликовых эллиптических галактик, NGC 185 содержит молодые звёздные скопления. Предполагается, что процесс формирования звёзд стал малоактивным в недавнем прошлом. NGC 185 имеет активное галактическое ядро, и классифицируется как сейфертовская галактика II типа.
Кроме того, в галактике был обнаружен остаток сверхновой.